# ザンダー・ハリス
ザンダー・ハリスは、『バフィー 〜恋する十字架〜』の登場人物。演じた俳優はニコラス・ブレンドン。第5シーズンと第6シーズンではニコラスの双子の兄弟ケリー・ドノヴァンが代役を務めた。

## 人物
バフィーの親友。性格は陽気でムードメーカー。元々ダサい男だったが、次第にタフなプレイボーイになる。密かにバフィーに恋心を抱く。
左目に黒い眼帯をしている。

## 経歴

### 高校時代
成績が落ちこぼれ気味で、「コーディリアを嫌う会」の会計係を務めた。そのコーディリアとはひょんなことから恋に落ちる。しかしザンダーの浮気がきっかけで1年ほどで破局した。ウィローの幼馴染で彼女のボーイフレンドだったことがある。
何故か人間以外の女性（ミイラ（アンパタ）、蟷螂（フレンチ先生）、悪魔（アンヤ）、バンパイア（ドゥルーシラ））にも好かれる。

### 高校卒業後
卒業と同時に建設作業員になる。また副業としてバーテンダー、宅配のファーストフード屋もやっていた。
第5シーズン終盤で高校の同級生だったアンヤと婚約するが、第6シーズン後半で破局する。第7シーズン「Dirty girls」では、ケイレブとの戦闘で左目を失う。

### 第8シーズン
バフィーのウォッチャー。中世の城で彼女と同居している（No Future For You）。また、カウンシル直属の特殊部隊の隊長を務める。階級は軍曹。非番時にはドーンのベビーシッターを務める。

## 友人

### 恋人
ウィロー・ローゼンバーグ
高校時代の恋人。
コーディリア・チェイス
高校時代の恋人。ウィローとの二股がばれ破局。
フェイス・レーヘン
バンパイア・スレイヤー。
ケイティ
第3シーズン『ツェッポ』で付き合っていた少女。
アンヤ・ジェンキンズ
フィアンセ。
ジュリー
アンヤとの関係がぎくしゃくしたとき数時間ほど付き合った女性。
バフィー・アン・サマーズ
ザンダーが恋心を抱く女性。
ドーン・サマーズ
バフィーの妹。
レニー
バンパイア・スレイヤー。

### 恋敵
エンジェル
スパイク
ジャイルズ